# Eugenia codyensis
Eugenia codyensis là một loài thực vật có hoa trong Họ Đào kim nương. Loài này được Munro ex Wight mô tả khoa học đầu tiên năm 1841.